# Ferry Ohrtmann
Franz „Ferry“ Ohrtmann (* 2. Februar 1894 in Halberstadt; † 8. August 1969 in Berlin) war ein deutscher Hallenchef, Veranstalter und NS-Sportfunktionär.

## Karriere als Veranstalter bis 1945
Nach dem Abitur machte Franz Ohrtmann eine kaufmännische Ausbildung bei der Berliner Handels-Gesellschaft. Mit 26 saß er bereits im Vorstand einer Bank, in deren Auftrag er 1921 den Berliner Sportpalast umgestalten ließ. Er war auch Kürassier-Offizier und erfolgreicher Turnierreiter. Im Ersten Weltkrieg diente er als Rittmeister im Generalstab. Weil er in seiner Jugend einige Zeit in Ungarn verbracht hatte, nannte er sich „Ferry“ (ungarische Koseform von Ferenc).
Von den 1920er bis in die 1930er Jahre leitete Ferry Ohrtmann verschiedene Veranstaltungshallen in Deutschland: die Jahrhunderthalle in Breslau, den Berliner Sportpalast (1921–1925) und die Dortmunder Westfalenhalle (1925–1933) sowie gleichzeitig die Rheinlandhalle in Köln. 1933 kehrte er als Hallenchef nach Berlin zurück, als die „Deutschlandhalle AG“ gegründet wurde und er deren Vorstandsvorsitz übernahm. Er beauftragte die Dortmunder Firma Wiemer & Trachte, mit der zusammen er schon die Westfalenhalle errichtet hatte, mit dem Bau der „größten Mehrzweckhalle der Welt“, die in lediglich neun Monaten fertig wurde. Ohrtmann, der auf die Anrede „Generaldirektor“ großen Wert gelegt haben soll, gilt als „Erfinder“ von zahlreichen damals neuartigen Veranstaltungsformen wie Hallenreitturnieren und Menschen, Tiere, Sensationen (Zirkusshow), die seit 1937 bis in die 1990er Jahre in der Deutschlandhalle stattfand.

## Ohrtmann als Reichsradsportführer
Zum 1. Mai 1933 trat Ohrtmann der NSDAP bei (Mitgliedsnummer 3.576.768), er schloss sich auch der SS an. Von August 1933 bis 1935 war Ohrtmann als Führer des „Deutschen Radfahrer-Verbandes“ (DRV) Reichsradsportführer. Er führte die rund 40 einzelnen Radsportverbände im DRV im Zuge der Gleichschaltung zusammen. Als der Reichssportführer Hans von Tschammer und Osten Überlegungen anstellte, Sechstagerennen zu verbieten, versuchte Ohrtmann, der selbst noch im November 1933 den Startschuss für das Berliner Sechstagerennen abgegeben hatte, dieses Verbot abzubiegen. Er legte von Tschammer und Osten in einem Brief die Bedeutung von Sechstagerennen für Sport und Wirtschaft dar und schlug neue Regeln für ein „deutsches“ Sechstagerennen (kein Antrittsgeld, keine Trikotwerbung u. a.) vor. In der Folge wurden 1934 noch zwei dieser Veranstaltungen gemäß den neuen Regeln in Berlin und Dortmund durchgeführt, die allerdings kein Erfolg waren, da sich etwa die ausländischen Radsport-Stars weigerten, zu den neuen Bedingungen zu starten. Ohne diese Publikumsmagnete blieben auch die Zuschauer aus. Danach wurde die Ausrichtung von Sechstagerennen eingestellt. Ohrtmann selbst soll auf eigenen Wunsch von seinem Amt als Reichsradsportführer entbunden worden sein, um sich verstärkt dem Bau der Deutschlandhalle sowie der Organisation von Veranstaltungen zu widmen.
Carl Diem stellte nach dem Krieg dem ehemaligen Reichsradsportführer Ohrtmann einen „Persilschein“ aus: „Ich weiss, dass Herr Ohrtmann der Partei beigetreten ist, mir ist jedoch von einer Betätigung zugunsten der Partei nichts zu Ohren gekommen, und es würde dies auch dem Bilde widersprechen, das ich von der Persönlichkeit des Herrn Ohrtmann gewonnen habe.“

## Nach dem Krieg
1957 wurde die Deutschlandhalle, die bei einem Bombenangriff im Januar 1943 weitgehend zerstört worden war, neu errichtet. Ohrtmann wurde wieder der Hallenchef und blieb dies bis zu seinem Tode. Kurz zuvor hatte er noch das „Deutsche Reiterkreuz“ in Gold erhalten und war zu seinem 75. Geburtstag als „Showman Number One in Europa“ gewürdigt worden. Er starb 1969 an einer Lungenembolie. In einer Laudatio hieß es: „Einer der wenigen Großen aus einer Epoche, in der das Edle und Vornehme noch etwas galt.“ Budzinski, der nach dem Krieg Ohrtmanns politische Vergangenheit als Mitglied der NSDAP noch kritisiert, ihn dann aber 1959 zu seinem 80. Geburtstag als Gast geladen hatte, schrieb in einem Kondolenzbrief an dessen Witwe: „Nicht alles Erleben in der Zeit zwischen dem Jahre 1920 und 1945 war gut und erfreulich, aber wir haben uns als Männer Hand in Hand und Auge in Auge ausgesprochen, um wieder gemeinsam dem Sport und damit unserem Vaterlande zu dienen.“
Zur Erinnerung an Ohrtmann wurde nach dessen Tod beim Hallenreitturnier „Großer Preis von Deutschland“ die Ferry-Ohrtmann-Trophäe vergeben.